# Hatfield–McCoy-viszály

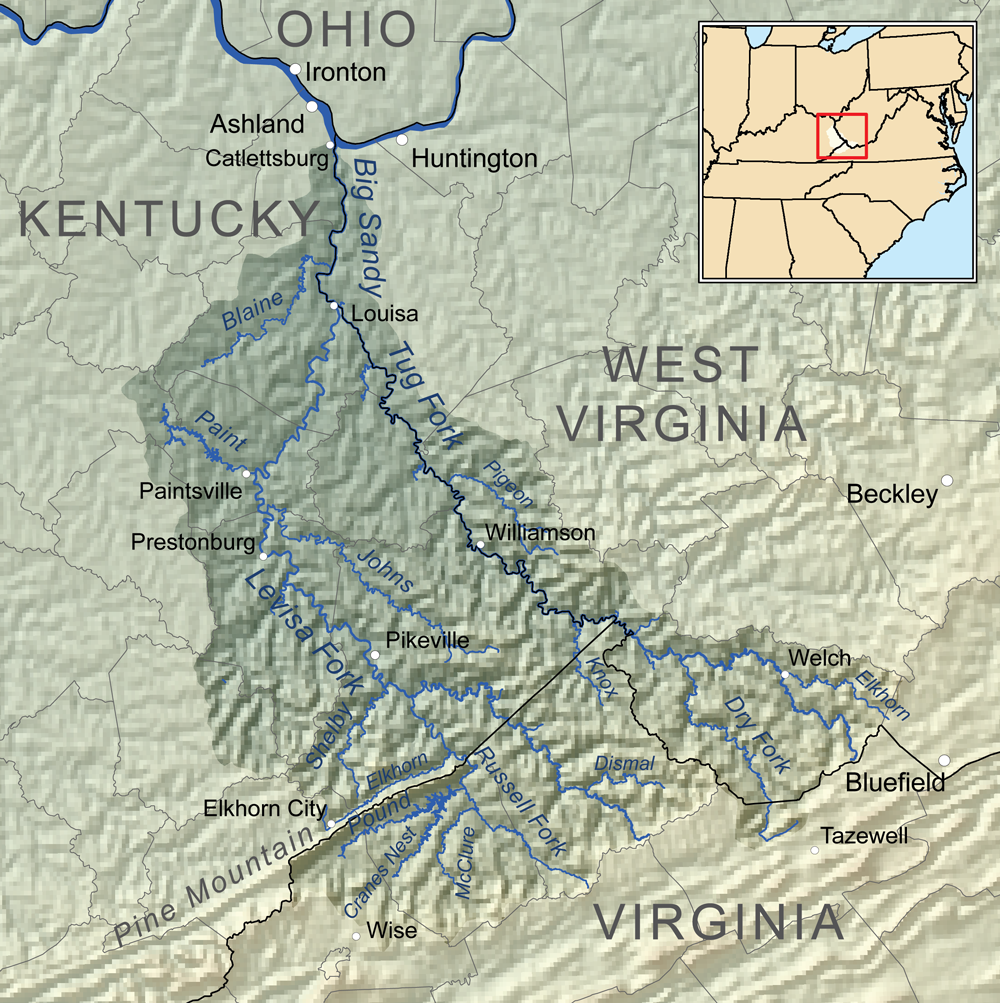
A Hatfield–McCoy-viszály színhelye a Big Sandy River vízgyűjtő területén található Tug Fork mellékfolyó (jobbra) és környéke.

A Hatfield–McCoy-viszály (1863-1891) két, Nyugat-Virginia és Kentucky határán, a Tug Fork folyó két partján élő család ellenségeskedése volt. A nyugat-virginiai Hatfield család feje William Anderson „Démon Anse” Hatfield, míg a kentucky-i McCoy családé Randolph „Ole Ran’l” McCoy volt. A viszályban érintettek Efraim Hatfield (született 1765 körül) és William McCoy (született 1750 körül) leszármazottai voltak. A viszály bekerült az amerikai néprajzi lexikonba, mint a keservesen küzdő rivális felek metonímiája. Több mint száz évvel az eseményeket követően a viszály története a családi becsület, az igazságosság és a bosszú veszélyességének modern szimbólumává vált.
William McCoy, a McCoy család legidősebb férfi tagja 1750 körül született Írországban, majd később kivándorolt a virginiai Doe Hill-be. A család, amelyet William unokája, Randolph „Ole Ran’l” McCoy vezetett, főként a Tug Fork (a Big Sandy River mellékfolyója) kentucky-i oldalán élt. Az angol származású Hatfieldek, akiket William Anderson „Démon Anse” Hatfield, Ephraim és Nancy (Vance) Hatfield fia vezetett, többnyire a folyó nyugat-virginiai oldalán éltek. Mindkét család az úttörők első hullámával érkezett Észak-Írországból (Ulster), hogy a Tug-völgyben (más néven a Grand Horse-völgyben) telepedjenek le. A Mingo megyében (akkor még Logan megye része) élő Hatfieldek többsége harcolt az amerikai polgárháborúban, a konföderáció oldalán. A kentuckyi Pike megyében élő McCoyok többsége is a konföderáció oldalán harcolt, Asa Harmon McCoy kivételével, aki az unióért küzdött.

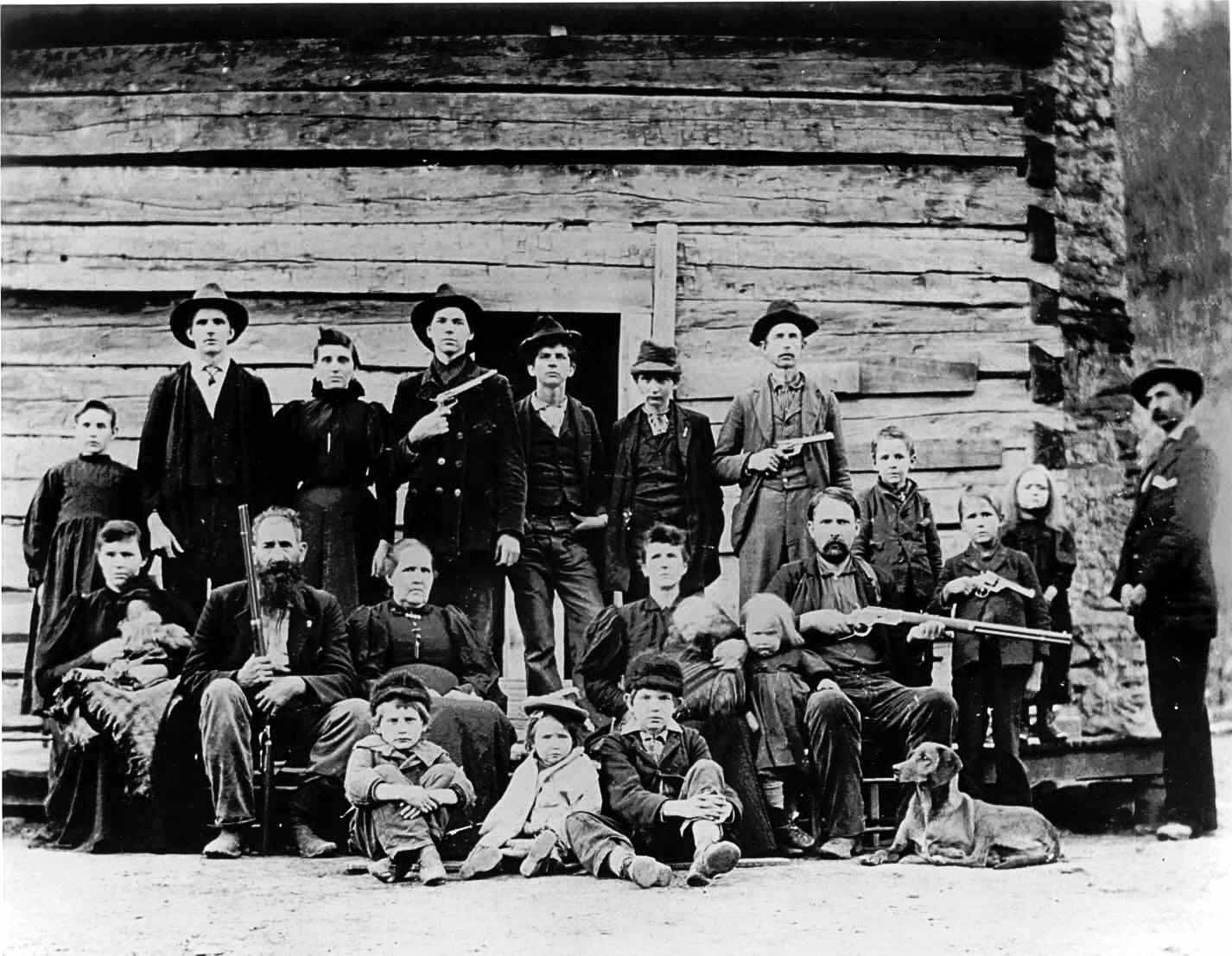
A Hatfield család 1897-ben. Démon Anse Hatfield a középső sor szélén másodikként ülő szakállas férfi, puskával a kezében. A kutya neve Sárga Figyelő (Yellow Watch).

A Hatfieldek tehetősebbek voltak a McCoyoknál, és jó politikai kapcsolatokkal bírtak. Démon Anse Hatfield fakitermelő vállalkozása volt a család gazdagságának forrása; de ő sok nem-Hatfieldet is foglalkoztatott, még a McCoy család egyes tagjait is felfogadta: Albert McCoyt, Lorenzo Dow McCoyt és Selkirk McCoyt.

## A viszály

### Kezdetek
Az első igazi erőszak a viszály történetében a hazatérő uniós katona, Asa Harmon McCoy halála volt, akit exkonföderációs nemzeti gárdisták (Confederate Home Guard) egy csoportja, az úgynevezett „Logan Wildcats” (Logani Vadmacskák) gyilkolt meg. Harmon McCoyt, akit Jim Vance megvetett a polgárháborúban való részvétele miatt (mivel Harmon az unionisták oldalán harcolt), törött lába miatt 1864 karácsonyán a hadiszolgálat alól felmentették. Hazatérésekor Vance figyelmeztette Harmont, hogy számíthat egy látogatásra Démon Anse Vadmacskáitól. Harmon vizet húzott fel a kútjából, amikor lövéseket hallott és megijedt; majd egy közeli barlangban elrejtőzött. A szolgája, Pete látta el élelemmel és egyebekkel mindennap, de a Vadmacskák követték Pete nyomait a hóban, felfedezték a gyengélkedő Harmont, és 1865. január 7-én agyonlőtték.
Az első gyanúsított Démon Anse Hatfield volt, ám később bebizonyosodott, hogy a gyilkosság idején otthonában betegeskedett. Ezután a gyanú közvetlenül a nagybátyjára, Jim Vance-re terelődött, aki tagja volt a Vadmacskáknak; és széles körben elterjedt, hogy a gyilkosságot ő követte el. De egy olyan területen, ahol Harmon katonai szolgálata sokak számára hűtlenségnek számított, még Harmon saját családja is úgy gondolta, hogy ő hozta magára a bajt. Végül az ügy elévült, és nem került vádlott a bíróság elé.
A második összetűzés a viszály történetében 13 évvel később, 1878-ban kezdődött: egy sertés tulajdonjogáról szóló vita képében. A disznó Floyd Hatfieldé volt, de Randolph McCoy azt állította, hogy az övé. A disznó csak azért került a küzdelembe, mert néhány Hatfield azt gondolta, mivel a disznó az ő földjükön volt, az az övék. „Megjegyzendő, hogy akkoriban a disznókat nem ólban tartották, hanem a disznóvágásig szabadon kóboroltak; csupán jelölésük alapján különböztették meg azokat.” A McCoyok tiltakoztak, mondván a disznó fülén található „bevágás” (jelölés) McCoy volt, és nem Hatfield. Az ügyet a helyi békebíró, Anderson „Prédikátor Anse” Hatfield elé vitték, aki Bill Staton vallomására alapozva a Hatfieldek javára döntött. Habár Staton mindkét családdal rokonságban állt, 1880 júniusában két McCoy testvér, Paris és Sam megölte. Sam McCoyt bíróság elé állították, és később – egyes vélemények szerint Démon Anse-nek a megbékélés érdekében tett nyomására – az esetet önvédelemnek minősítve felmentették.

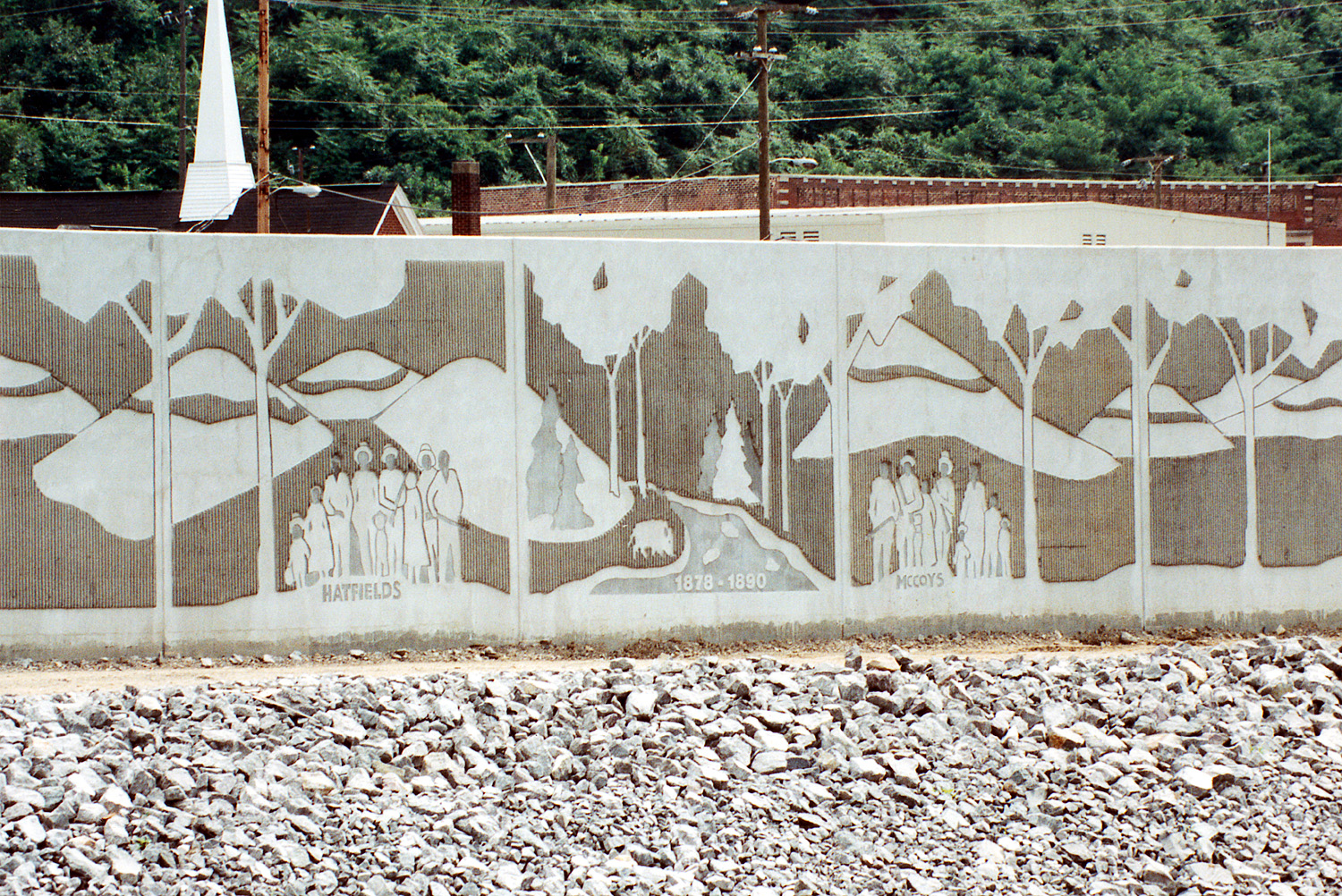
A Tug Fork folyó árvízvédelmi falának részlete, mely a Hatfield-McCoy viszályt ábrázolja Matewan közelében.

A viszály fokozódott, amikor Démon Anse fia, Johnson, becenevén „Johnse” (egyes források „Jonce”-nak írják) udvarolni kezdett Roseanna McCoynak, aki elhagyta a családját, hogy a Hatfieldekkel éljen Nyugat-Virginiában. Roseanna néhány hónappal később visszatért a McCoyokhoz, de amikor a pár megpróbálta folytatni a kapcsolatukat, Johnsont a McCoyok csempészet vádjával letartóztatták. Csak úgy sikerült kiszabadulnia, hogy Roseanna egy kétségbeesett éjféli lovaglással figyelmeztette Démon Anse-et, aki mentőcsapatot szervezett. A Hatfield csapat körülvette a McCoyokat, és visszavitték Johnsont Nyugat-Virginiába, mielőtt még másnap a Kentucky megyei igazságszolgáltatás elé szállíthatták volna Pikeville-be.
Annak ellenére, hogy úgy tekintették, mint aki elárulta a családját, Johnse Hatfield ezt követően elhagyta a terhes Roseanna-t, az unokatestvéréért, Nancy McCoyért, akit 1881-ben feleségül is vett.

### A fordulópont: Ellison Hatfield halála
Az ellenségeskedés tovább folytatódott 1882-ben, amikor Démon Anse testvérét, Ellison Hatfieldet megölte Roseanna McCoy három fiatalabb testvére: Tolbert, Pharmer és Bud. Ellisont huszonhat szúrással megkéselték, majd végül lelőtték egy összetűzésben, a választás napján Kentuckyban. A McCoy testvéreket eredetileg Hatfield csendőrök tartóztatták le, és vitték Pikeville-be tárgyalásra. Tudtukon kívül, Démon Anse követőiből nagy csapatot szervezett, feltartóztatták a csendőröket és McCoy foglyaikat, még mielőtt azok elérték volna Pikeville-t. A testvéreket erőszakkal Nyugat-Virginiába vitték, hogy megvárják a halálosan megsebesült Ellison Hatfield sorsát; amikor Ellison három nappal később belehalt a sérüléseibe, a McCoy testvéreket válaszképpen kivégezték. Papaja bokrokhoz kötötték őket, majd mindegyiküket számos alkalommal meglőtték. A holttestüket úgy jellemezték, mint „szitává lőtt”.
A hatóságok vádat emeltek 20 ember, köztük Démon Anse és fiai ellen. A Hatfieldek azonban a vádak ellenére elkerülték a letartóztatást, amely tovább növelte a McCoyok felháborodását. Az ügyben 1887-ben történt előrelépés, amikor Kentucky kormányzója különleges tisztviselőt jelölt ki Frank Phillips személyében, hogy kézre kerítsék a McCoy fiúk gyilkosait. Mindezek mellé Perry Cline, a McCoy családdal rokonságban álló ügyvéd vérdíjat tűzött ki a Hatfieldekre, ez fejvadászok tömegét vonzotta a környékre. Cline egy évekkel korábban történt perben 5000 ac (2 023,5 ha) földterületről szóló okiratot veszített el Démon Anse-el szemben.
A viszály 1888-ban az úgynevezett „Újév Éji Mészárlással” érte el a tetőfokát. A Hatfield család több tagja körbevette a McCoy házat, és tüzet nyitottak az alvó családra. A házat felgyújtották, hogy ezzel kifüstöljék Randolph McCoyt a szabadba. Neki sikerült megszöknie; de két gyermekét, Alifairt és Calvint meggyilkolták, amikor azok kimenekültek az égő házból; feleségét pedig súlyosan megverték, majd magára hagyták. A fennmaradó McCoyok Pikeville-be költöztek, hogy elmeneküljenek a nyugat-virginiai portyázó csapatok elől.
1880 és 1891 között a viszály több mint egy tucat ember életét követelte mindkét családból; az évek alatt szalagcímmé vált, országos ismertségre tett szert; és arra kényszerítette Kentucky és Nyugat-Virginia kormányzóját, hogy a rend helyreállítására szólítsa fel az állami milíciákat. Egy alkalommal Nyugat-Virginia kormányzója még azzal is fenyegetőzött, hogy a milíciájával megszállja Kentucky-t. Erre válaszul S. B. Buckner, Kentucky kormányzója Pike megyébe küldte Sam Hill adjutáns tábornokot, hogy kivizsgálja a helyzetet. Közel egy tucat ember meghalt, és legalább 10-en megsebesültek.
1888-ban, néhány nappal a mészárlás után Frank Phillips üldözőbe vette Jim Vance-et, és Cap Hatfieldet; ennek során Vance-et meg is ölte. Letartóztatta Wall Hatfieldet, és nyolc másik Hatfield családtagot és követőt; majd az Újév Éji Mészárlás elkövetésének vádjával bíróság elé állította őket Kentuckyban. Az eljárás tisztességességét és az illegális kiadatást érintő kérdések miatt az Egyesült Államok Legfelsőbb Bírósága is bekapcsolódott (Mahon kontra Bíróság, 127 U.S. 700 (1888)). A Legfelsőbb Bíróság 7-2 arányban Kentucky javára döntött, azzal a megfontolással, hogy még ha egy szökevény jogszerű kiadatási eljárás helyett, illegálisan térne is vissza a menedékjogot adó országból, nincs olyan szövetségi törvény, amely megtiltaná, hogy bíróság elé állítsák. Végül a férfiakat valóban bíróság elé állították Kentucky-ban, és mindegyiküket bűnösnek találták. Nyolcan életfogytig tartó szabadságvesztést kaptak, míg a kilencediket, Ellison „Cottontop” Mounts-ot akasztás általi halálra ítélték. Az akasztáson ezrek vettek részt Pikeville-ben.

### A viszály után
Mounts felakasztása után a viszály enyhült. Mindkét családfő igyekezett visszahúzódni; Randolph McCoy egy komphajó kapitánya lett Pikeville-ben. Egész hátralévő életében kísértette gyermekei elvesztése. Végül 1914. március 28-án, 88 évesen halt meg egy véletlen tűz okozta égési sérülések következtében. William „Démon Anse” Hatfield továbbra is a család feje maradt; a vallással szembeni korábbi szkepticizmusa ellenére 73 évesen megkeresztelkedett. 1921. január 6-án tüdőgyulladásban halt meg.
- Valentine „Wall” Hatfield, Démon Anse idősebb bátyja a börtönben halt meg ismeretlen körülmények közt, 1900-ban.[15]
- Johnse Hatfieldet utolsóként, 1901-ben ítélték börtönbüntetésre;[4] ám később kegyelmet kapott, mert egy börtönlátogatás során megmentette William Pryor Thorne kormányzó-hadnagy (Lieutenant Governor of Kentucky) életét.[16] Johnse még négyszer házasodott.
- Cap Hatfield ügyvédnek tanult, majd biztonsági őr lett. 1930-ban halt meg, a viszályban részt vett Hatfieldek közül utolsóként.[17]
- Nancy McCoy később feleségül ment Frank Phillipshez.[18]
- Roseanna McCoy, miután apja, Randall McCoy szégyenében elküldte otthonról, Pikeville-ben élt 1888-ban bekövetkezett haláláig.[19]

## Elhunytak
- 1865. január 7. – Az uniós exkatona Asa Harmon McCoy; feltehetőleg a Jim Vance vezette Logan-i Vadmacskák ölték meg.[20]
- 1878. – Bill Staton (Randolph McCoy unokaöccse); Sam McCoy (szintén Randolph McCoy unokaöccse) bosszúból lelőtte,[21] amiért Floyd Hatfield mellett tanúskodott az állítólagosan ellopott disznó ügyében.[22]
- 1882. augusztus 9. – Ellison Hatfield; augusztus 7-én megsérült Tolbert, Pharmer és Randolph McCoy Jr. elleni küzdelemben, majd két nappal később belehalt sérüléseibe.[23]
- 1882. augusztus 9. – Pharmer McCoy; Ellison Hatfield halála miatt bosszúból még aznap papaja fához kötözve lelőtték.
- 1882. augusztus 9. – Tolbert McCoy; Ellison Hatfield halála miatt bosszúból még aznap papaja fához kötözve lelőtték.
- 1882. augusztus 9. – Randolph McCoy Jr.; Ellison Hatfield halála miatt bosszúból még aznap papaja fához kötözve lelőtték.[24]
- 1886 ősze – Jeff McCoy; „Cap” Hatfield lelőtte[21] azt követően, hogy Jeff meggyilkolta a postását, Fred Wolfordot.[25]
- 1888. január 1. – Calvin McCoy; meghalt a Randolph házát ért támadásban, melyet Jim Vance és nyolc társa követett el. A kilenc támadó kudarcot vallott abbéli igyekezetükben, hogy ne hagyjanak szemtanút maguk után.[26]
- 1888. január 1. – Alifair McCoy; meghalt Ellison Mounts által Randolph házában.
- 1888. január 7. – Jim Vance; meghalt Frank Phillips keze által.[21]
- 1888. január 18. – Bill Dempsey különleges sheriff-helyettes; Jim McCoy megsebezte, majd Frank Phillips megölte a Grapevine Creek-i csatában.[27]
- 1890. február 18. – Ellison Mounts;[28] felakasztották Alifair meggyilkolásáért.[13]

## Hatfieldek és McCoyok a modern korban
1979-ben a két család tagjai közösen vettek részt a népszerű játék-show, a Family Feud (Családi Viszály) különleges egyhetes forgatásán; melyben pénzjutalomért, és egy, a játék során a színpadon szereplő malacért küzdöttek. Az egyhetes játéksorozatot három-kettő arányban a McCoy család nyerte meg. Miközben a Hatfield család több pénzt nyert – 11 272 $-t szemben a McCoyok 8459 $-jával – az a döntés született, hogy a McCoy család nyereményét 11 273 dollárra egészítik ki.

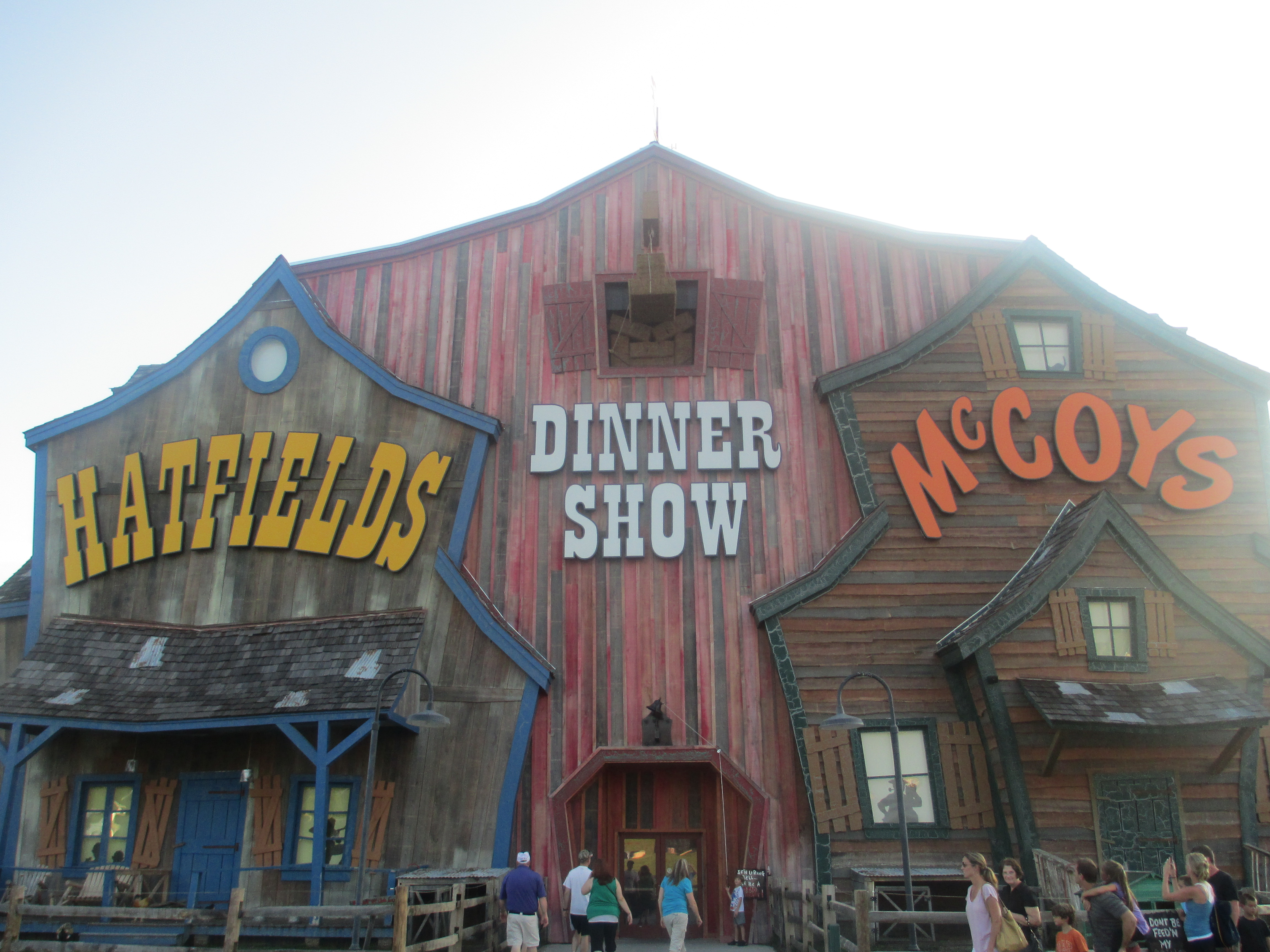
A Hatfield–McCoy-viszályból esténként musicalt rendező bár (Pigeon Forge, Tennessee).

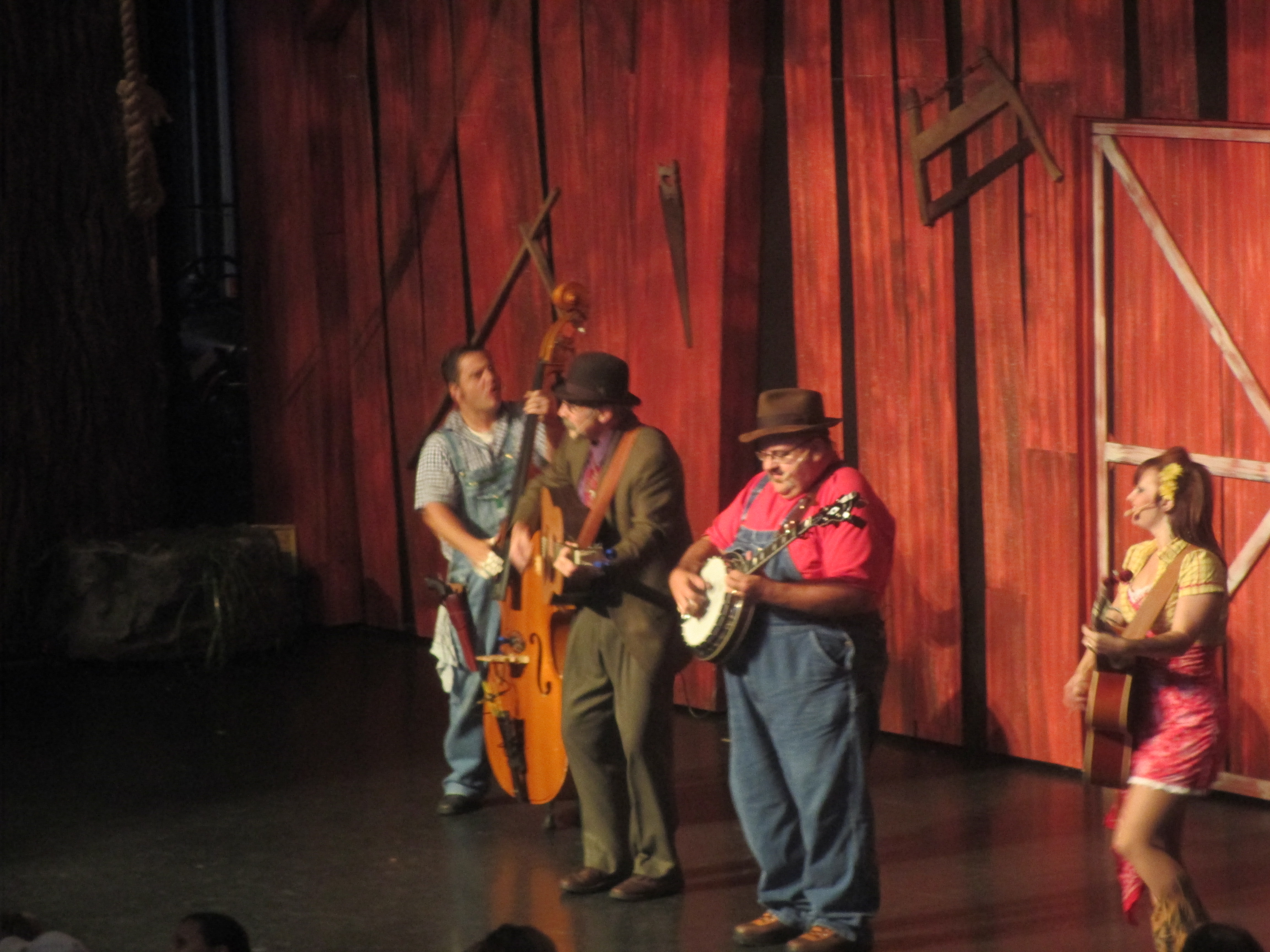
A Hatfield–McCoy-előadás részlete.

Minden évben turisták utaznak Nyugat-Virginiába és Kentuckyba, hogy a lássák a történet helyszíneit és relikviáit, amelyek fennmaradtak a viszály napjaiból. 1999-ben egy nagyszabású projekt keretében a viszály több helyszínén is fejlesztéseket hajtottak végre. Helyi történészek bizottsága hónapokat töltött azzal, hogy kutatásukkal tényszerű adatokat tudjanak meg a viszályt övező történelmi eseményekről. Az eredményeket Hatfield–McCoy Feud Driving Tour címmel egy kompaktlemezen (CD) foglalták össze, és adták ki; így a térképeket és képeket is magában foglaló CD segítségével audio-guide túra tehető a helyreállított helyszíneken.
Randolph McCoy ük-ük-ük unokái, Bo McCoy (Waycross, Georgia), és unokatestvére, Ron McCoy (Durham, Észak-Karolina) egy történelmi közös családi összejövetelt szervezett a Hatfield és a McCoy családok között 2000-ben. Az összejövetelen több mint ötezren vettek részt, és országos érdeklődésre tett szert.
A 2000-es években egy 500 mérföld (800 km) hosszú quad útvonalat hoztak létre, amely végigvezet a helyszíneken.
2003. június 4-én a kentucky-i Pikeville-ben a McCoy unokatestvérek csatlakoztak Reo Hatfieldhez (Waynesboro, Virginia), hogy szerzői legyenek egy hivatalos tűzszünetnek a családok között. Reo Hatfield azt mondta, meg akarta mutatni, hogy ha a két család meg tudja találni a közös hangot, akkor mások is. Azt mondta, hogy ő egy széles körű üzenetet akart küldeni a világnak; amikor a nemzetbiztonság forog kockán, az amerikaiak félreteszik az ellentéteiket és összefognak: "Mi nem azt mondjuk, hogy nem kell harcolni, mert néha igenis kell," – fogalmazott – "De nem kell harcolni örökké." A negyedik Hatfield–McCoy-fesztivál során több mint hatvan leszármazott írta alá a fegyverszünetet, amelyet a béke kiáltványaként tartanak számon. Paul E. Patton Kentucky, és Bob Wise Nyugat-Virginia kormányzója aláírt egy nyilatkozatot, kinyilvánítva, hogy június 14-e a Hatfield és McCoy Megbékélés Napja.
2011-ben egy zenés vígjáték produkció, a Hatfields és McCoys Dinner Show nyitott meg a Tennessee állambeli Pigeon Forge üdülőközösségben; a Great Smoky-hegység Nemzeti Park bejárata közelében. A műsort minden nap este nyolckor tartják; az idegenforgalmi csúcsszezonban az ebédidő alatt pedig délután kettőkor is.
A Hatfield and McCoy Reunion Festival and Marathon rendezvény évente kerül megrendezésre júniusban egy három napos hétvégén. Az események három helyszínen zajlanak: Pikeville, KY., Matewan, WV., és Williamson, WV. A fesztivál visszaemlékezik a híres viszályra; és megrendezésre kerül egy maratoni illetve félmaratoni futóverseny, melynek mottója: “no feudin’, just runnin’” (semmi viszálykodás, csak futás); továbbá egy quad-túra mindhárom városban. Mindemellett szerte a Tug Fork folyó mentén rendeznek kötélhúzást, újra átélve ezzel a viszály nagyobb csatáit, jeleneteit. A 2000-ben indult fesztivál látogatók ezreit vonzza, több mint háromszáz résztvevővel a versenyeken.

## Média

### Filmek
- Az 1923-as Buster Keaton komédia, az Our Hospitality a "Canfield–McKay-viszályra" fókuszált; amely a Hatfield–McCoy-viszály egy alig leplezett fiktív változata volt.[34]
- 1949-ben, a Samuel Goldwyn rendezte Roseanna McCoy című játékfilm mesélte el a címadó Roseanna McCoy (Joan Evans), és Johnse Hatfield (Farley Granger) románcának történetét.[35]
- Az 1951-es, Abbott és Costello rendezte Coming Round the Mountain tartalmaz egy viszályt a Winfield, és McCoy családok között.[36]
- Az 1975-ös The Hatfields and the McCoys című TV-film a történet egy kitalált változatát dolgozta fel Jack Palance, mint "Devil Anse" Hatfield; és Steve Forrest, mint "Randall" McCoy főszereplésével.[37]
- 2012-ben, a Lionsgate Films kiadott egy direct-to-DVD filmet Hatfields & McCoys: Bad Blood címmel; főszerepben Jeff Fahey, Perry King és Christian Slater.[38]

### Televízió
- A viszály megjelent a Flintstone családban is, a Hatrocks és a Flintstones család közt a The Flintstone Hillbillies című epizódban (adásba került 1964. január 16.), amely enyhén a Hatfield–McCoy-viszály eseményein alapul.[41]
- A Hatfield–McCoy-viszályt mondják a hosszú-életű játék-show, a Family Feud ihletadójának; a Hatfield és a McCoy családok ténylegesen szerepeltek a showban 1979-ben.[42]
- 2012. május 28-30-ától A Hatfield–McCoy-viszály (Hatfields & McCoys) címmel adásba került az amerikai History televízió-csatorna három részből álló minisorozata;[43] Kevin Costner (William Anderson "Devil Anse" Hatfield) főszereplésével, illetve Bill Paxton (Randolph "Ole Ran'l" McCoy), Tom Berenger (Jim Vance) és Powers Boothe (Judge Valentine" Wall "Hatfield) társ-főszereplésével.[44][45] A minisorozat nézettsége rekordot állított fel, mint a legnézettebb szórakoztató közvetítés a kereskedelmi televíziózás történetében.[46]

### Színház
- 1999-ben került először színre a Rodeo és Julie-Ed című interaktív játék. A játék Shakespeare klasszikusának "istállósított" változata, melyben a Hatfieldek és a McCoyok játsszák a viszálykodó családokat.[47]
- A Tennessee-i Pigeon Forge-ban található a Hatfield-McCoy Dinner Theatre, amely zenés műsort ad elő, amely nagy vonalakban a viszály eseményein alapul. A résztvevők akár a Hatfield, akár a McCoy szakasz asztalainál helyet foglalhatnak.[48]

## Fordítás
Ez a szócikk részben vagy egészben  a   Hatfield–McCoy feud című angol Wikipédia-szócikk ezen változatának fordításán alapul.  Az eredeti cikk szerkesztőit annak laptörténete sorolja fel. Ez a jelzés csupán a megfogalmazás eredetét és a szerzői jogokat jelzi, nem szolgál a cikkben szereplő információk forrásmegjelöléseként.